# Chapelle Saint-Jacques de Saint-Nabor
La chapelle Saint-Jacques de Saint-Nabor (ou Ermitage Saint-Jacques) était une ancienne dépendance de l'abbaye Sainte-Marie de Niedermunster, et est située sur le territoire de la commune de Saint-Nabor, en France.

## Généralités
La chapelle est située à quelques centaines de mètres de l'abbaye Sainte-Marie de Niedermunster, dont elle était une dépendance, à mi-parcours et mi-hauteur entre Niedermunster et Hohenbourg. Elle est élevée sur un tertre artificiel consolidé par une enceinte de pierres sèches. Elle est sise sur le territoire de la commune de Saint-Nabor, dans le département du Bas-Rhin, en région Grand Est, en France. En ruines, la chapelle possède en son centre le « rocher du chameau », deux porphyres de 390 millions d'années qui étaient certainement l'objet de cultes à des époques reculées.

## Historique

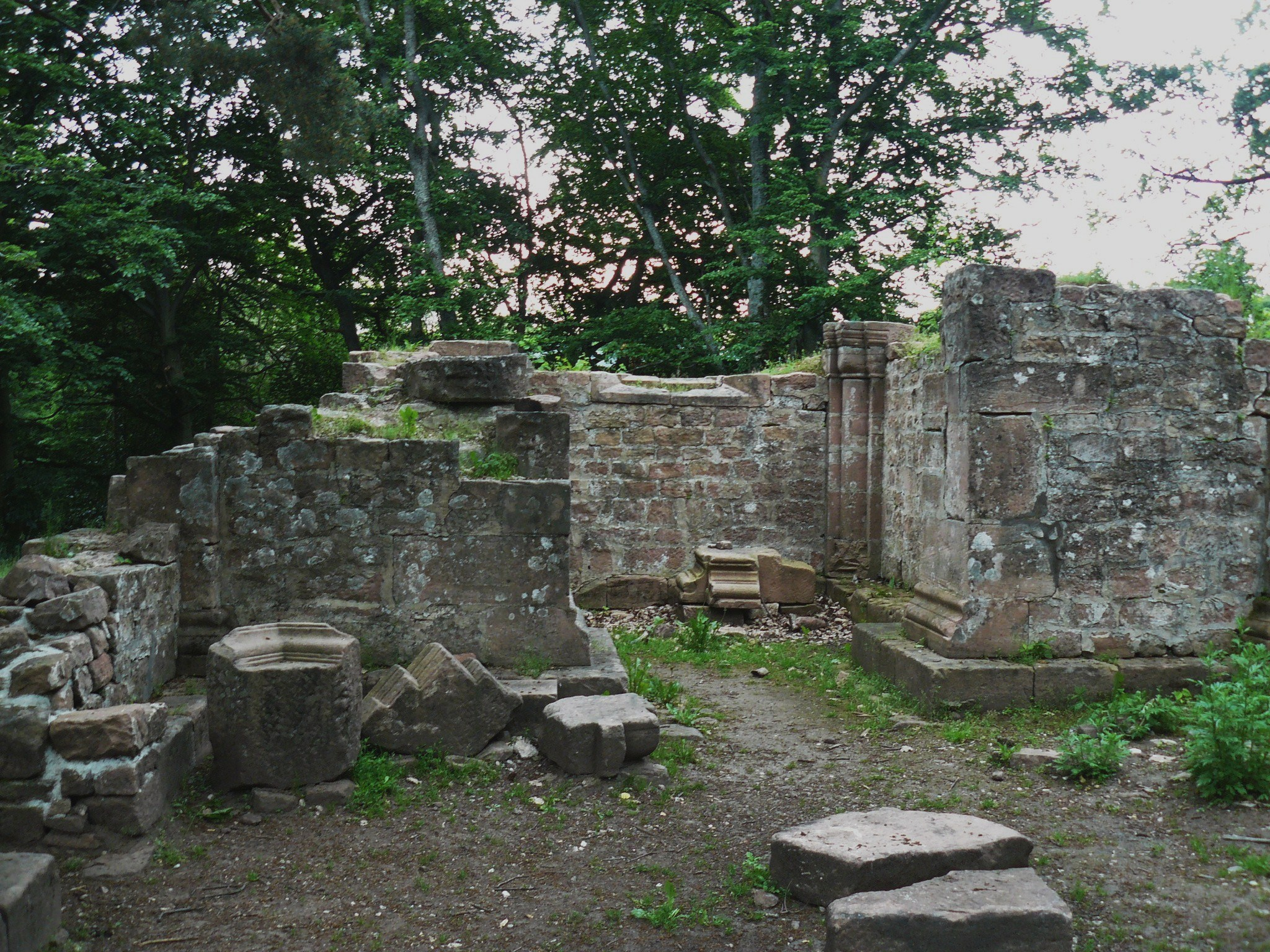
Vestiges de la chapelle

Les vestiges actuels remontent au XIIe siècle, mais certaines légendes font remonter la fondation de la chapelle au IXe siècle. La légende raconte que le comte de Bourgogne, Hugues III, qui avait un fragment de la Sainte Croix l’enchâssa dans une croix et l'accrocha au cou d'un chameau. Il décréta que la relique serait vénérée à l'endroit où s'arrêterait le chameau. Il se serait donc arrêté à l'emplacement de la chapelle actuelle et cinq chevaliers bourguignons firent construire la chapelle. Cette légende serait largement postérieure à l'époque décrite, et aurait été créée pour « christianiser » le site d'un culte païen.
La chapelle aurait été consacrée en 1180 par l'évêque de Mantoue.
Au XVIIIe siècle, une maisonnette a été construite sur les ruines de la chapelle Saint-Jacques ; elle fut habitée par un fermier, puis par un forestier. Elle a été incendiée en 1814. Vers 1859-1860, les ruines ont été déblayées par la Société pour la Conservation des monuments historiques d'Alsace et classées Monuments historiques par arrêté du 6 décembre 1898,.

## Description
Aujourd'hui ruinée, la chapelle suivait un plan rectangulaire en style roman avec une architecture simple et dépouillée. Elle avait des dimensions modestes : 14,8 mètres de longueur pour 8 mètres de largeur. La chapelle possédait vraisemblablement un petit clocher et entouré d'un mur de protection. En son centre, deux rochers, rappelant les bosses du chameau de la légende, et objet de cultes païens avant l'érection de la chapelle ont été laissés intentionnellement.